# Vladimir Kartašev
Vladimir Kartašev (rusky: Владимир Карташев; * 1995 Kemerovo) je ruský horolezec a reprezentant v ledolezení, mistr světa, vítěz světového poháru a juniorský mistr světa v ledolezení na rychlost.

## Výkony a ocenění
- 2015: juniorský mistr světa
- 2016: juniorský mistr světa
- 2017: mistr světa, vítěz celkového hodnocení světového poháru

### Závodní výsledky
| Mistrovství světa v ledolezení | Mistrovství světa v ledolezení | Mistrovství světa v ledolezení | Mistrovství světa v ledolezení |
| Rok                            | 2013                           | 2015                           | 2017                           |
| ------------------------------ | ------------------------------ | ------------------------------ | ------------------------------ |
| Rychlost                       | 20                             | 4                              | 1*                             |

* pozn.: 2017 první místo po diskvalifikaci Pavla Batuševa pro doping
| Světový pohár v ledolezení | Světový pohár v ledolezení | Světový pohár v ledolezení | Světový pohár v ledolezení | Světový pohár v ledolezení | Světový pohár v ledolezení | Světový pohár v ledolezení | Světový pohár v ledolezení | Světový pohár v ledolezení |
| Rok                        | 2012                       | 2013                       | 2014                       | 2015                       | 2016                       | 2017                       | 2018                       | 2019                       |
| -------------------------- | -------------------------- | -------------------------- | -------------------------- | -------------------------- | -------------------------- | -------------------------- | -------------------------- | -------------------------- |
| Obtížnost                  | 47-53                      | 43-44                      | 14-15                      | 27-28                      | 45-47                      | 58-60                      | —                          | 20-21                      |
| jednotlivě*                | -,-,-, -,23                | -,-,-, -,17                | 20-23,9, 27-29,11-12,25    | -,18,-, 16-17,19,27        | -,29-33, 25,-              | -,28, -,-,-                | —                          | 26,12,29, 19,16,-          |
|                            |                            |                            |                            |                            |                            |                            |                            |                            |
| Rychlost                   | —                          | 41-44                      | 2                          | 2                          | 3                          | 1                          | 5                          | 5                          |
| jednotlivě* (5/5/4)        | —                          | -,-,-, -,20                | 7,, · ,5,?                 | -,5,5, · ,,4               | -,, · ,10                  | , · ,                      | , · 7,,10                  | 6,,6, · 4,20,-             |

* pozn.: napravo jsou poslední závody v roce
| Mistrovství Evropy v ledolezení | Mistrovství Evropy v ledolezení | Mistrovství Evropy v ledolezení | Mistrovství Evropy v ledolezení | Mistrovství Evropy v ledolezení |
| Rok                             | 2012                            | 2014                            | 2016                            | 2018                            |
| ------------------------------- | ------------------------------- | ------------------------------- | ------------------------------- | ------------------------------- |
| Rychlost                        | —                               | 21                              | 22-24                           | —                               |
| Rychlost                        | —                               | 5                               | 9                               | 9                               |

| Mistrovství světa juniorů v ledolezení | Mistrovství světa juniorů v ledolezení | Mistrovství světa juniorů v ledolezení |
| Rok                                    | 2015 U22                               | 2016 U22                               |
| -------------------------------------- | -------------------------------------- | -------------------------------------- |
| Obtížnost                              | 8                                      | 4                                      |
| Rychlost                               | 1                                      | 1                                      |